# Pelargonium abrotanifolium
Pelargonium abrotanifolium är en näveväxtart som först beskrevs av Carl von Linné d.y., och fick sitt nu gällande namn av Nikolaus Joseph von Jacquin. Pelargonium abrotanifolium ingår i släktet pelargoner, och familjen näveväxter. Inga underarter finns listade i Catalogue of Life.